# Ancylotrypa oneili
Ancylotrypa oneili is een spinnensoort uit de familie Cyrtaucheniidae. De soort komt voor in Zuid-Afrika.